# Ormesheim

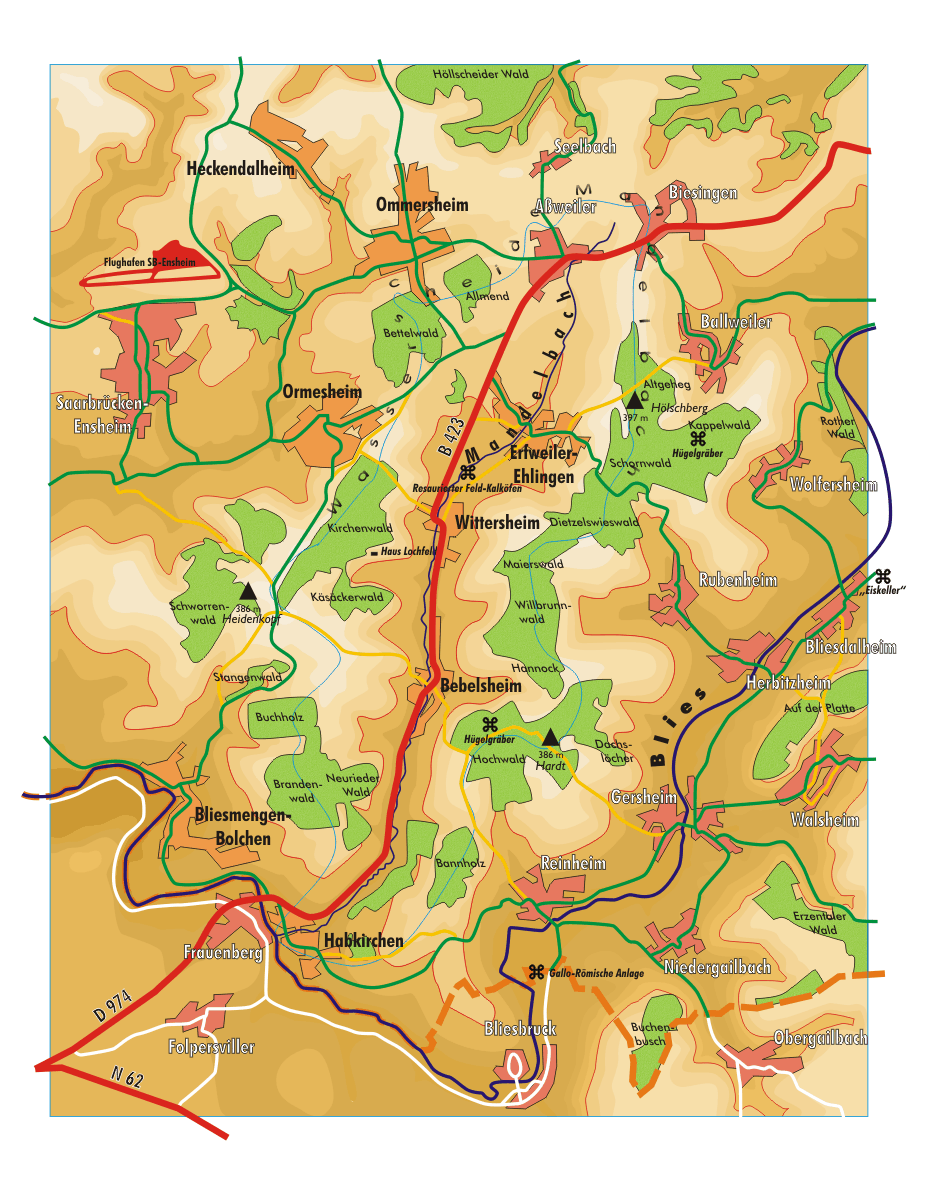
Ormesheim und Umgebung

Ormesheim (im örtlichen Dialekt Ormesumm) ist der größte Ort und Verwaltungssitz in der Gemeinde Mandelbachtal. Der Ort liegt im Saarland in der Bundesrepublik Deutschland.

## Geografie

### Lage
Ormesheim liegt im nördlichen Bliesgau im Saarpfalz-Kreis. Die Anbindung erfolgt über die L237 und die L107. Die Gemarkung, stark hügelig, trägt landwirtschaftlichen Charakter. Insgesamt verfügt Ormesheim über eine Gemarkungsfläche von 1.145 ha. Sie schlüsselt sich auf in 320 ha Forstwirtschaftsfläche, 722 ha landwirtschaftliche Nutzfläche. Der Rest entfällt auf die Ortslage, Wege, Gewässer usw. Der Anteil der Grenzertragsböden an der landwirtschaftlichen Nutzfläche beträgt 8,6 % oder 62 ha, so dass rund 660 ha landwirtschaftlich voll nutzbar sind.

### Klima
Das Klima ist atlantisch beeinflusst. Der durchschnittliche Jahresniederschlag beträgt 786 mm, die regenärmste Zeit liegt in den Frühjahrsmonaten. Die mittlere Jahrestemperatur beträgt 9° C. Das langjährige Temperaturmittel sinkt selbst im Januar nicht unter 0 °C. Die vorherrschende Windrichtung ist West bis Südwest. Das Bioklima ist reizmild bis reizschonend.

## Geschichte
Am 1. Januar 1974 wurde Ormesheim in die neue Gemeinde Mandelbachtal eingegliedert.

### Einwohnerentwicklung
| Jahr      | 1939 | 1946 | 1951 | 1961 | 1970 | 1973 | 1985 | 1987 | 1989 | 1991 | 1992 | 1995 | 2000 | 2005 | 2011 | 2015 |
| Einwohner | 1437 | 1491 | 1631 | 2108 | 2342 | 2415 | 2553 | 2600 | 2614 | 2690 | 2750 | 2780 | 2843 | 2911 | 2832 | 2711 |

## Religion
Ormesheim ist größtenteils katholisch. Die Katholiken gehören zur Pfarrei Heiliger Jakobus Mandelbachtal, die dem Pfarrverband Blieskastel im Dekanat Saarpfalz zugeordnet ist, das wiederum Teil des Bistums Speyer ist.
Die evangelischen Christen gehören zur protestantischen Kirchengemeinde Ensheim, die auch über eine Kirche in Ormesheim verfügt, in welcher mindestens einmal im Monat Gottesdienste stattfinden. Die evangelische Kirchengemeinde Ensheim gehört zum Kirchenbezirk Zweibrücken, das wiederum Teil der evangelischen Kirchengemeinde der Pfalz ist.

## Politik

### Ortsvorsteher
- 1974–1979: Alfred Mayer (CDU)
- 1979–1989: Leo Wahrheit (CDU)
- 1989–1998: Rainer Barth (SPD)
- 1998–1999: Wolfgang Feix (SPD)
- 1999–2009: Gerhard Niederländer (CDU)
- 2009–2018: Rainer Barth (SPD)[3]
- 2018–2019: Maria Vemeulen (SPD)
- 2019–2024: Denis Weigerding (SPD)
- seit 2024: Elisabeth Theis (CDU)

### Ortsrat
Von elf Sitzen im Ortsrat entfielen:
- 1974–1979: 7 CDU, 3 SPD, 1 FDP, 1 FWG
- 1979–1984: 6 CDU, 3 SPD, 1 FDP, 1 FWG
- 1984–1989: 5 CDU, 4 SPD, 1 FWG, 1 FDP
- 1989–1994: 5 CDU, 5 SPD, 1 FWG
- 1994–1999: 5 CDU, 5 SPD, 1 FWG
- 1999–2004: 6 CDU, 4 SPD, 1 FWG
- 2004–2009: 7 CDU, 3 SPD, 1 Bündnis 90/Die Grünen
- 2009–2014: 5 CDU, 4 SPD, 1 FWG, 1 Bündnis 90/Die Grünen
- 2014–2019: 4 CDU, 6 SPD, 1 Bündnis 90/Die Grünen
- 2019–2024: 3 CDU,  6 SPD, 2 Bündnis 90/Die Grünen
- seit 2024: 6 CDU, 4 SPD, 1 Bündnis 90/Die Grünen[5]

### Bürgermeister und Beigeordnete der Gemeinde Mandelbachtal aus Ormesheim
- 1974–1984: Bürgermeister Theo Carlen (CDU)
- 1984–1994: Bürgermeister Karlhans Rimlinger (Parteilos)
- 1984–1989: Erster Beigeordneter Leo Wahrheit (CDU)
- 1989–1994: Beigeordneter Franz Schnabel (Bündnis 90/Die Grünen)
- 1994–1999: Beigeordneter Christoph Braunberger (Bündnis 90/Die Grünen)
- 2004–2009: Beigeordneter Manfred Pfeiffer (CDU)
- 2009–2014: Erster Beigeordneter Manfred Pfeiffer (CDU)
- seit 2019: Bürgermeisterin Maria Vermeulen (SPD)

### Bundes- und Landespolitiker aus Ormesheim
- Albrecht Feibel (CDU) (1940–2011), von 1990 bis 1999 Mitglied des Landtages des Saarlandes und von 1999 bis 2005 Mitglied des Deutschen Bundestages
- Stephan Toscani (CDU), seit 1999 Mitglied des Landtages des Saarlandes, war von 2009 bis 2012 Minister für Inneres und Europaangelegenheiten, von 2012 bis 2018 Minister für Finanzen und Europaangelegenheiten sowie von 2018 bis 2022 Präsident des Saarländischen Landtages.
- Peter Hauptmann (FDP), von 2009 bis 2012 Staatssekretär im Ministerium für Wirtschaft und Wissenschaft

## Kultur und Sehenswürdigkeiten

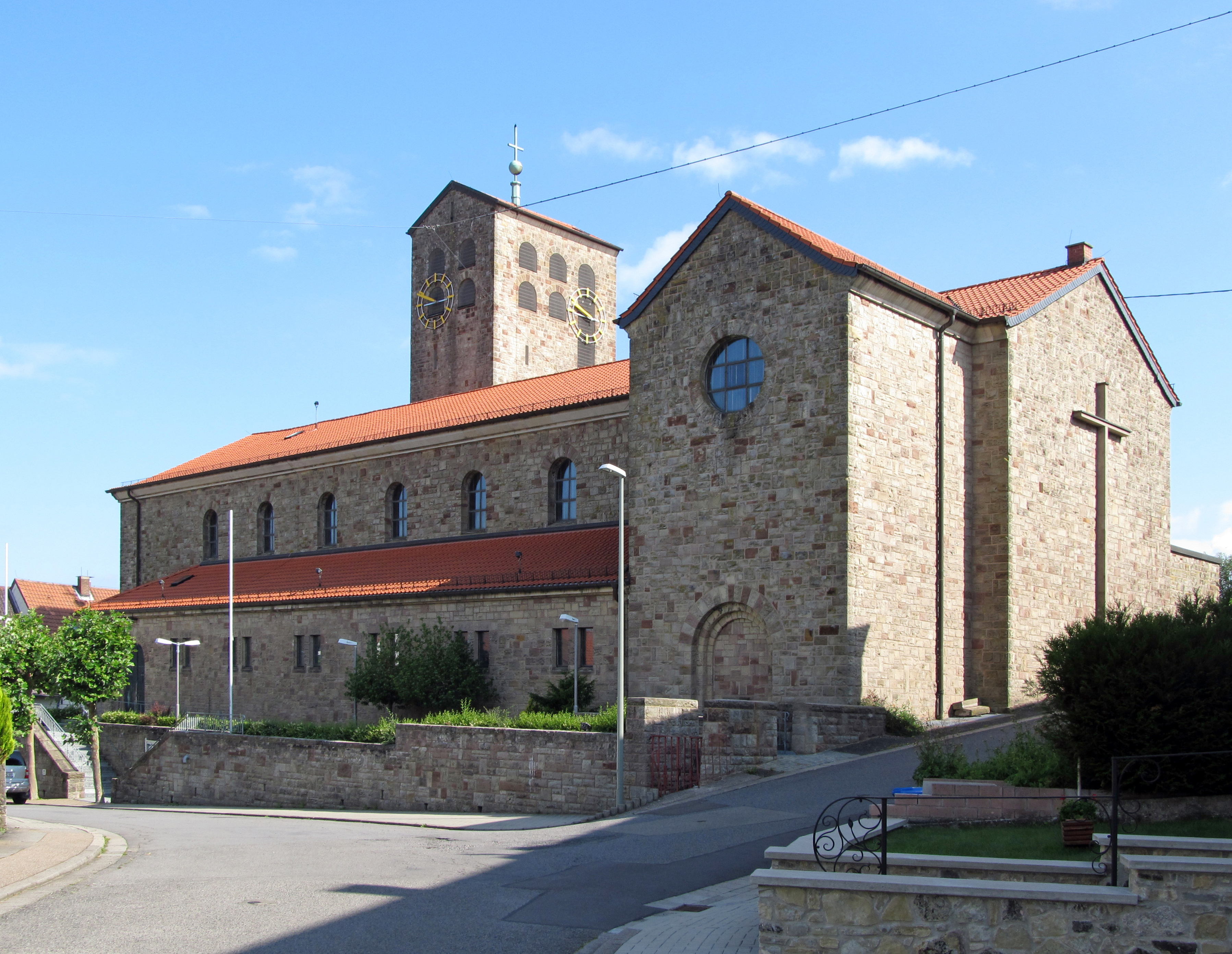
Katholische Pfarrkirche St. Mauritius

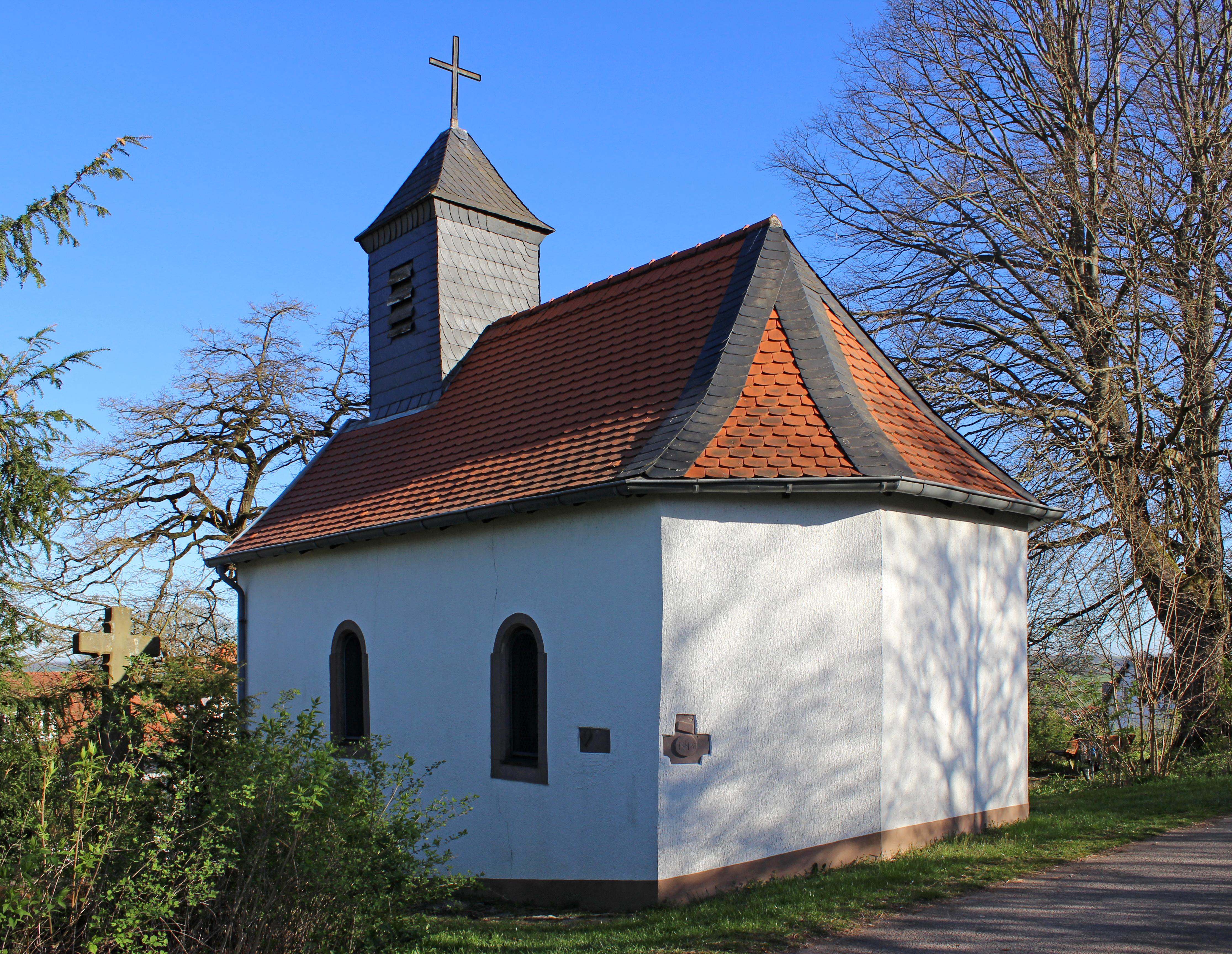
Strudelpeterkapelle

### Bauwerke
Kurz vor dem Ort, aus Richtung Saarbrücken kommend, an der Abzweigung nach Ensheim, steht auf Ensheimer Gemarkung die Gassenmühle. Die Gassenmühle ist eine alte Bannmühle des Klosters Wadgassen. Zwischen 300 und 400 Jahre alt hatte sie einst den Zweck, den Ensheimer Bürgern als Mühle zu dienen. In Ormesheim selbst finden sich einige schöne alte Häuser und verschiedene Wegekreuze aus dem 18. Jahrhundert, zum Beispiel an der kleinen Marienkapelle, der sogenannte „Strudelpeter-Kapelle“ (1730), zu der man in den Ort einbiegen muss und dann nach Süden in die Höhe, Richtung Bliesmengen-Bolchen fährt. In der Denkmalliste des Saarlandes ist die Kapelle als Einzeldenkmal aufgeführt.
In der Ortsmitte steht die denkmalgeschützte katholische Pfarrkirche St. Mauritius, die 1932 nach Plänen von Professor Albert Boßlet (1880–1957) im neoromanischen Stil erbaut wurde. Das Kirchengebäude ist über den Fundamenten eines Vorgängerbaues aus dem 14. Jahrhundert errichtet.
Ebenfalls sehenswert: Die Neumühle mit dem sogenannten „Sulgerhof“ (1563), dem ehemaligen Amtssitz des kurtrierischen Amtmanns Sulger. Reste aus der zweiten Hälfte des 16. Jahrhunderts sind erhalten. Ebenfalls von Interesse ist der Ponsheimer Hof aus dem 19. Jahrhundert. Früher lag an gleicher Stelle der inzwischen untergegangene Ort Ponsheim (Grabfunde aus dem 7. Jahrhundert).
Weitere Sehenswürdigkeiten: Der Heidenkopfturm, ein 12 m hoher Aussichtsturm am Heidenkopf im Kirchenwald, das Naturfreundehaus am Koppelwald, das Kulturlandschaftszentrum Lochfeld (auf der Gemarkung Wittersheim), der Optische Telegraf (auf der Gemarkung Bebelsheim) und die Naturbühne Gräfinthal (auf der Gemarkung Bliesmengen-Bolchen).

### Sport
Fußballplatz, Tennisplätze, Bogensportclub, Schützenhaus, Hundeschule, Trimmpfad, Nordic-Walking-Park, Sporthalle, vier Reiterhöfe (Ponsheimer Hof, Hunacker Hof, Felsenhof und Hof Niederländer), NaturaTrail, Kneipp-Rundweg, Bundeskegelbahn, SV Hundesport Anlage

### Regelmäßige Veranstaltungen
- Saarland Trofeo: Die Gemeinde Mandelbachtal ist regelmäßig einer der Durchfahrtsorte des jährlich stattfindenden Junioren-Weltcup-Radrennens.
- Mandelbachtaler Wochenmarkt (jeden Dienstag auf dem Theo-Carlen-Platz)
- Ormesheimer Sommergartenfest (im Juli)
- Ormesheimer Kerb: Der Kirmessonntag liegt in der Zeit vom 6. bis zum 12. November.

### Biosphärenfest 2015
Am Sonntag, 6. September 2015, war Ormesheim Gastgeber des Biosphärenfestes 2015 des UNESCO-Biosphärenreservates Bliesgau, das turnusmäßig jedes Jahr in einem anderen Bliesgauort stattfindet und das mit rund 10.000 Besuchern das größte Fest war, das jemals in dem kleinen Ort gefeiert worden ist.

## Wirtschaft und Infrastruktur
Ormesheim ist eine ausgesprochene Wohn- und Pendlergemeinde. Die meisten Berufstätigen arbeiten als Auspendler im Raum Saarbrücken.

### Öffentliche Einrichtungen
Rathaus, Freiwillige Ganztagsgrundschule „Theo-Carlen-Schule“, Kindertagesstätte, Festhalle „Niederländer“, Dorfgemeinschaftshaus, Volkshochschule, Friedhof, Einsegnungshalle, Festplatz, Katholische Kirche, Evangelisches Gemeindehaus, Jugendclub(seit Januar 2006 wieder neu eröffnet), Polizei, DRK-Heim, Feuerwehrhaus, Sportheim, Katholisches Jugendheim, Musikschule, Webradio Ormesheim.

## Persönlichkeiten
- Otwin Vinzent (1929–1997), Bibliothekar